# 2430 Bruce Helin
2430 Bruce Helin је астероид главног астероидног појаса чија средња удаљеност од Сунца износи 2,362 астрономских јединица (АЈ).
Апсолутна магнитуда астероида је 12,24.